# War of the Dead
Pour plus de détails, voir Fiche technique et Distribution.
War of the Dead est un film d’action et d’horreur sorti en 2011. Il a été écrit et réalisé par le finlandais Marko Mäkilaakso avec Andrew Tiernan, Mikko Leppilampi, Jouko Ahola, Samuli Vauramo, Andreas Wilson, Mark Wingett, et Antti Reini.
La première mondiale a eu lieu au Festival du film de Toronto, le 22 octobre 2011.
War Of The Dead a été distribué par Momentum Pictures (en).

## Synopsis
Le capitaine Martin Stone (Andrew Tiernan) commande un groupe de soldats d’élites américain et finlandais dont la mission consiste à détruire un bunker allemand. Attaqués avant d’avoir pu atteindre le bunker, les commandos sont obligés de se retrancher, mais malgré leur tirs, les russes semblent continuellement se relever. Contraints de s’enfoncer dans la forêt, les Alliés vont réveiller un secret de guerre nazi.

## Fiche technique
- Réalisateur : Marko Mäkilaakso
- Langue : anglais
- Budget : 1,3 million d’euros
- Interdit aux moins de 12 ans

## Distribution
- Andrew Tiernan : le capitaine Martin Stone
- Mikko Leppilampi : le lieutenant Laakso
- Samuli Vauramo : Kolya
- Jouko Ahola : le capitaine Niemi
- Mark Wingett : Selzman
- Andreas Wilson : l'assistant cameraman
- Antti Reini : le sergent Halonen
- Magdalena Gorska : Dasha